# マヒンダ
マヒンダ （Mahinda, 紀元前285年 - 紀元前205年）は、古代インドの仏僧。仏教をスリランカにもたらした人物として伝えられている。

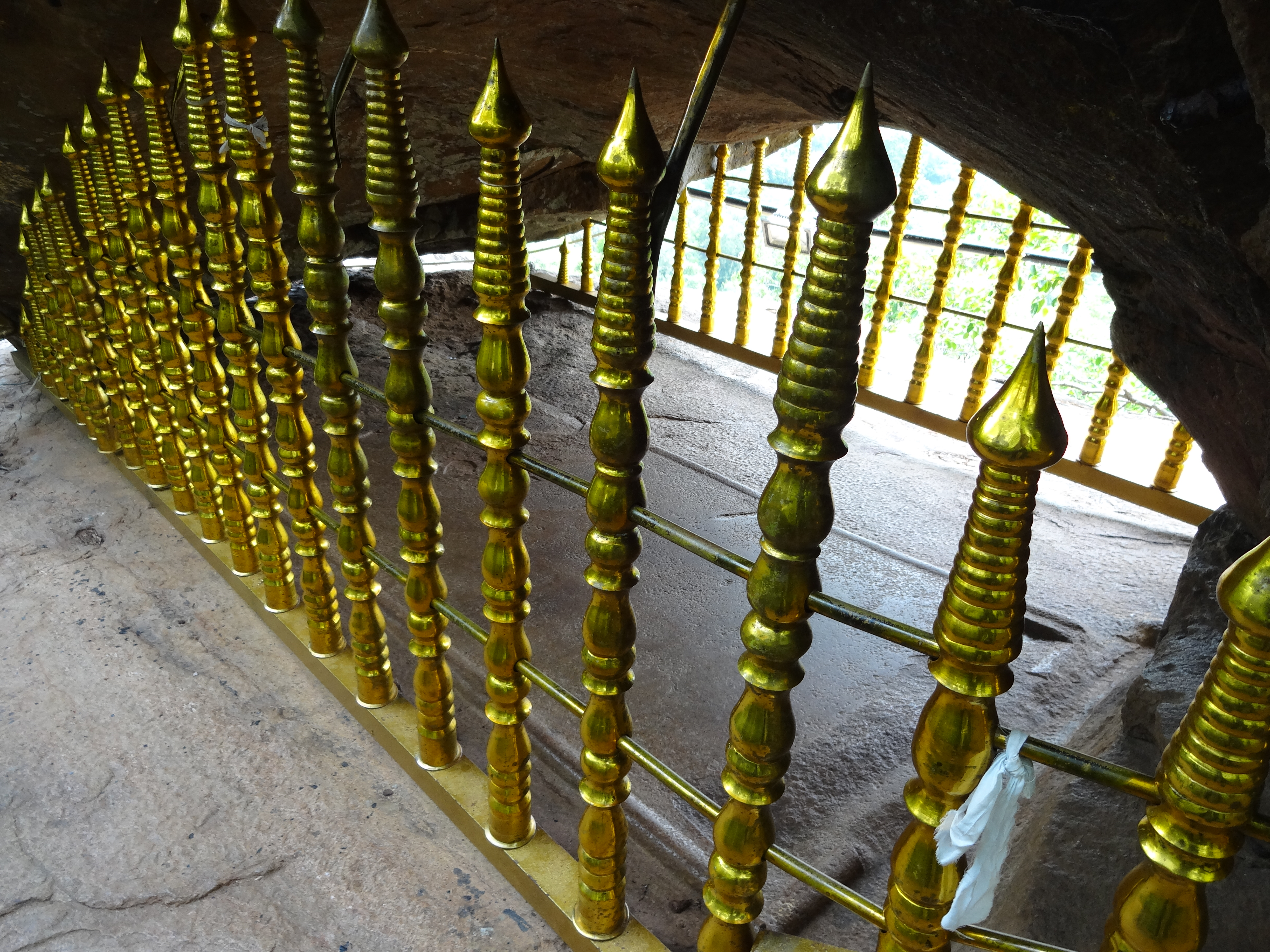
ミヒンタレーにあるマヒンダのベッド

## 生涯

### 生い立ち
マウリヤ朝の第3代ラージャであったアショーカとその妻デーヴィーの長男であったと伝えられる。アショーカは長男に「偉大なインドラ（インドの軍神）」という意味の「マヘンドラ」という名を付けたが、彼は家族の勧めによって20歳で出家し、「マヒンダ」と名乗るようになった。その後父の師であるモガリプッタ・ティッサの元で三蔵を学び、第三回仏典結集の際に仏教の教えを伝えるためスリランカへ派遣された。
当初、彼の父アショーカは長男であるマヘンドラにラージャを継いでほしいと望んでいたが、ヒンドゥー教の慣例ではヴァイシャの母を持つ彼が仏教国の王位を継ぐことは認められておらず、また彼自身も望んでいなかったことによって断念した。
年代記においてはマヘンドラが宗教的な理由でスリランカへ赴いたと描かれているが、歴史家らはむしろ政治的な理由の方が大きかったと主張している。彼らの間では、アショーカがマヒンダを継承者争いから逃れさせるためにマヒンダをサーンチーへ派遣したと考えられている。

### スリランカにおける伝説
スリランカの年代記であるマハーワンサとディーパワンサには、満月の夜、祭りの日にスリランカに到着したマヒンダを歓迎する宴が開かれた際の伝説が残されている。その伝説によると、狩猟のためにミヒンタレーまで遠征していたアヌラーダプラ王国のデヴァーナンピヤティッサの前に、頭を剃りあげた姿のマヒンダが現れた。当時、アショーカとデヴァーナンピヤティッサは非常に緊密な関係にあり、マヒンダとも何度か会ったことがあったが、マヒンダの出家姿を見て非常に驚き、最初は誰なのかわからなかった。挨拶を交わしたのちマヒンダはスートラを開き、王家の狩りの宴の中で仏教の教えが語られた。マヒンダら一行はのちにアヌラーダプラへも招かれ、宮中の宴でも一行は法（ダルマ）を説いた。
その後も彼は王宮と庭園（ナーランダー庭園）で説話を行うことを国王に認められ、ここからスリランカ仏教の布教が始まった。この時使用されたマハーメガ庭園にはマヒンダの弟子らが暮らすようになり、のちに初期スリランカ仏教の中心となった。
その後、マヒンダはサンガに加わりたいという女性の仏教徒らのために姉妹で尼であるサンガミッターをスリランカに呼び寄せ、その際にブッダガヤから菩提樹の枝木をスリランカに持参させた。その後、マヒンダはミヒンタレーに戻りその地に王国第二の僧院を建設した。加えて、その僧院に仏塔を建設し、マウリヤ朝から仏舎利を取り寄せた。
マヒンダはデヴァーナンピヤティッサの死後も80歳まで生き、スリランカで死没したと伝えられている。デヴァーナンピヤティッサの息子、ウッティヤはマヒンダのために国葬を執り行い、ミヒンタレーに彼の遺物を収容するための仏塔を建設した。

## 歴史家による批判

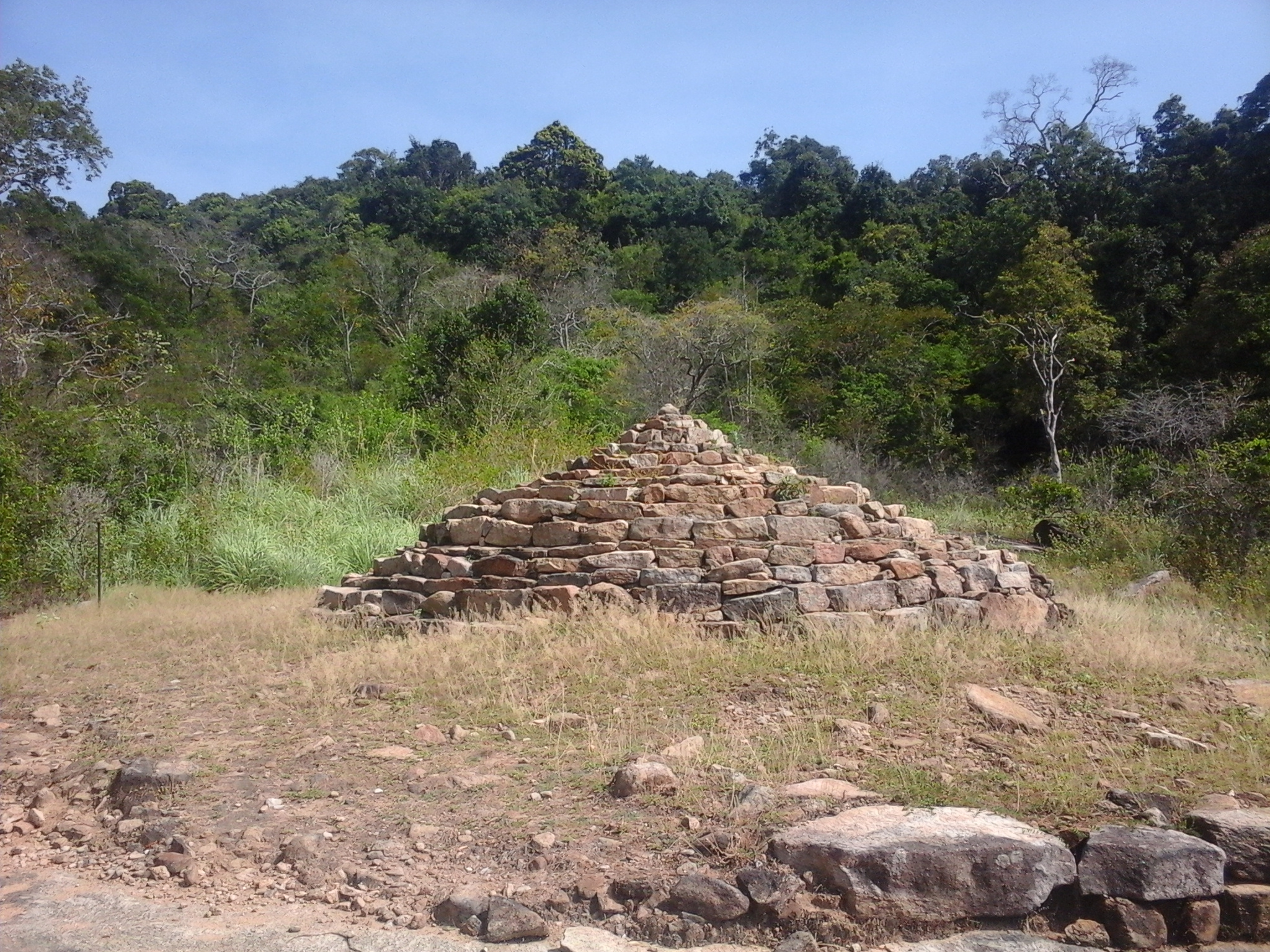
ミヒンドゥ・セーヤ マヒンダを記念する碑文が見つかった場所

スリランカの年代記であるディーパワンサとマハーワンサには、マヒンダがスリランカを訪れてデヴァーナンピヤティッサ王を帰依させた記述が残されており、これらがマヒンダについての主要な史料となっている。さらにその他の碑文・文学作品は、マヒンダがスリランカに訪れた紀元前3世紀頃に仏教がスリランカで伝播したことを示している。また、ラージャガラ修道院に残っている碑文には、マヒンダがスリランカを訪れて仏教を伝え、その地で死没したことが記載されている。
マハーワンサには、アショーカの息子マヒンダがスリランカを訪れ、妹のサンガミッターが尼として菩提樹の一部をスリランカへ持参したと言う記載があるが、アショーカ王はそれらに言及していないだけでなく、古代スリランカの美術にもそのような彫刻やフレスコ画は現存していない。
マヒンダがアヌラーダプラ王国の国王を帰依させたと言う伝説にも議論の余地がある。ドイツのインド学者であるヘルマン・オルデンベルクは、この話は歴史的に不正確であると主張しており、アショーカと古代インドの研究者であるヴィンセント・アーサー・スミスも同じ考えを支持している。 ヘルマンとスミスはアショーカ王碑文において、彼が息子のマヒンダを出家させ、スリランカの国王を仏教に帰依させるように命じた記述がないことを理由にこの結論に至った。
また、アショーカが仏僧をスリランカに派遣した年との矛盾も存在する。マハーワンサによれば仏僧は紀元前255年に到着したと記載されているが、碑文には5年早い紀元前260年と記載されている。

## スリランカに与えた影響
20世紀スリランカの仏僧ワルポラ・ラウラは仏典をシンハラ語に翻訳して注釈を行なったマヒンダを「スリランカ文学の父」と呼んだ。また、彼はマウリヤ帝国の文化と建築様式をスリランカにもたらした点においてもマヒンダを評価している。
また、マヒンダとデヴァナンピヤ・ティッサが出会った場所であり、マヒンダの仏塔が建てられているミヒンタレーはスリランカ仏教における重要な巡礼地となっている。特にマヒンダがスリランカに到着したとされる6月の満月の日は上座部仏教の中でも重要な日とされている。